# 尖叶石仙桃
尖叶石仙桃（学名：Pholidota missionariorum）为兰科石仙桃属下的一个种。主要分佈於中華人民共和國贵州省安顺、平坝和云南东南部的砚山、麻栗坡、屏边等地海拔1100-1700米的林中树上以及岩石上。